# Alex Clare
Alexander George "Alex" Clare (Southwark, Londres, 14 de setembro de 1985) é um cantor e compositor inglês.

## Biografia
Alex Clare nasceu em Southwark, uma cidade londrina da Inglaterra em 14 de setembro de 1985. Ele cresceu ouvindo discos de jazz de seu pai e foi atraído para ouvir os gêneros musicais blues e soul, mais precisamente Donny Hathaway e Stevie Wonder, posteriormente se interessou pelos ritmos musicais drum and bass, dubstep e UK garage. Clare aprendeu a tocar trompete e bateria muito jovem e eventualmente focou-se em tocar guitarra, escrever músicas e cantar.

## Vida pessoal
Alex Clare é um Judeu Praticante. Vive atualmente na cidade de Golders Green em Londres, uma área altamente habitada por judeus ortodoxos.

## Carreira artística
Em 2011, Clare assinou contrato com a editora discográfica Island Records e em julho do mesmo ano, lançou seu álbum de estreia, The Lateness of the Hour, produzido por Mike Spencer e Major Lazer. "Up All Night", "Too Close" e "Treading Water" foram selecionados como singles.